# Królestwo Saguenay
Królestwo Saguenay – mityczna bogata kraina, która miałaby istnieć na terenach obecnej wschodniej Kanady. Informacje o takim królestwie pochodzą od wczesnych kolonistów francuskich, którzy dowiedzieli się o tym od wodza Donnacona w latach 30. XVI wieku.
Według legend tamtejszych Indian Algonquin znajdujące się gdzieś na północy królestwo ludzi o blond włosach miało rzekomo posiadać bogate kopalnie srebra i złota, a także handlować futrami. Francuzi poszukiwali lokalizacji królestwa, lecz bezskutecznie. Obecnie przypuszcza się, iż królestwo mogło być prekolumbijską osadą wikingów. Płynąca w okolicy rzeka Saguenay otrzymała swą nazwę właśnie od tego mitycznego królestwa.
W dzisiejszych czasach region Quebecu o nazwie Saguenay–Lac-Saint-Jean nazywany jest czasem metaforycznie Królestwem Saguenay, głównie w marketingu turystycznym.